# Софинский, Всеволод Николаевич
Все́волод Никола́евич Софи́нский (22 сентября 1924 — 31 августа 2008) — советский, российский дипломат. Чрезвычайный и полномочный посол.

## Биография
В 1943 году окончил 1-е Ленинградское артиллерийское училище. Участник Великой Отечественной войны, старший лейтенант.
Окончил МГИМО МИД СССР (1951) и Академию общественных наук при ЦК КПСС (1957). На дипломатической работе с 1963 года.
- В 1963—1969 годах. — советник посольства СССР в Великобритании.
- В 1969—1971 годах — заместитель заведующего Отделом по культурным связям с зарубежными странами МИД СССР.
- В 1971—1973 годах — заведующий Отделом по культурным связям с зарубежными странами МИД СССР.
- В 1973—1978 годах — заведующий Отделом печати МИД СССР.
- С 27 января 1979 по 28 марта 1984 года — чрезвычайный и полномочный посол СССР в Новой Зеландии и Королевстве Тонга по совместительству.
- С 3 марта 1979 по 28 марта 1984 года — чрезвычайный и полномочный посол СССР в Западном Самоа по совместительству.
- В 1984—1988 года — главный советник и первый заместитель начальника Управления по культурно-гуманитарным отношениям с зарубежными странами и правам человека МИД СССР.
- С 19 мая 1988 по 15 февраля 1991 года — чрезвычайный и полномочный посол СССР в Бурунди[1].

Умер в 2008 году. Похоронен на Троекуровском кладбище.

### Семья
Был женат, имел сына и дочь.

## Публикации
Всеволод Николаевич Софинский является автором работ по страноведению и вопросам международных отношений.

## Награды
- орден Отечественной войны I степени (11 марта 1985)
- орден Красной Звезды (17 августа 1943)
- орден Дружбы народов
- орден «Знак Почёта» (22 октября 1971)[3]
- медали

## Дипломатический ранг
- Чрезвычайный и полномочный посол